# The Mark of Kri
The Mark of Kri è un videogioco d'azione sviluppato da SCE San Diego Studio e pubblicato da Sony Computer Entertainment per PlayStation 2. Il gioco ha ricevuto un seguito, Rise of the Kasai, distribuito per PlayStation 3 e PlayStation 4.
Sviluppato con il nome provvisorio di Barbarian, il gioco è ispirato a Barbarian per Commodore 64.